# Adam Galis

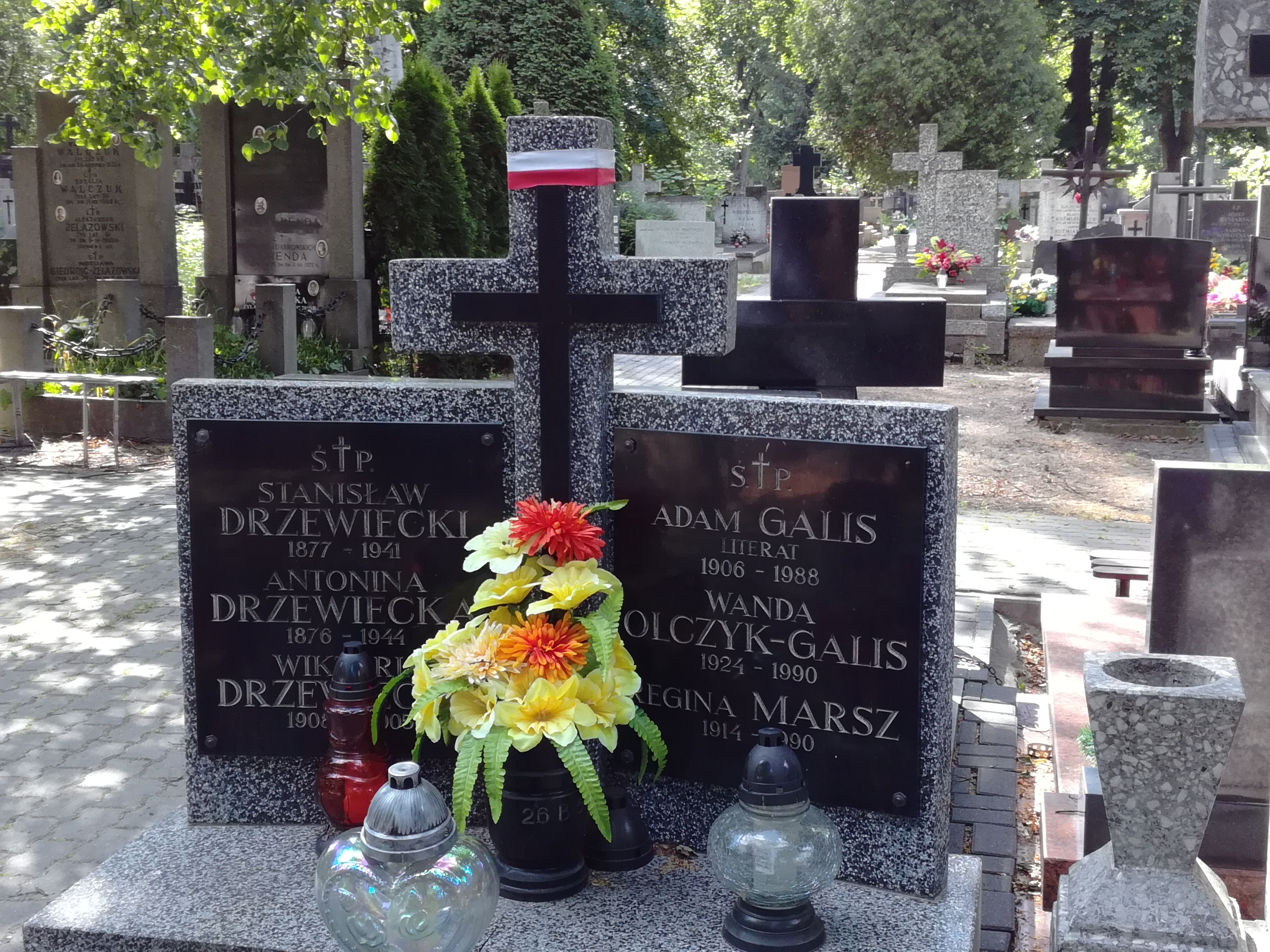
Grób Adama Galisa na cmentarzu Bródnowskim w Warszawie

Adam Galis, ps. Lucjan Kaszyński (ur. 14 marca 1906 w Warszawie, zm. 6 października 1988 tamże) – polski poeta, eseista oraz tłumacz literatury radzieckiej.

## Życiorys
Urodził się w rodzinie Hermana, robotnika w fabryce kapeluszy, i Cecylii z domu Jacobson, gorseciarki. Uczęszczał do szkół lubelskich. Ukończył Prywatne Gimnazjum Męskie Piotra Lewickiego w Brześciu i w 1924 r. zdał maturę. Studiował na Wydziale Humanistycznym i Wydziale Prawa Uniwersytetu Warszawskiego, jednocześnie pracując jako uczeń zecerski w drukarni Placówka Lubelska, oraz jako korektor i sprawozdawca w dzienniku „Ziemia Lubelska” (w 1925/26 był sekretarzem redakcji). Studiów nie ukończył z powodu trudnych warunków materialnych. 
Debiutował w 1924 r. wierszem Modlitwa w czasopiśmie „Twórczość Młodej Polski” nr 5, w 1925 r. jako publicysta na łamach dziennika „Ziemia Lubelska”. W latach 1927–1939 był dziennikarzem warszawskiej prasy, m.in. pracował w „Głosie Prawdy” i „Polsce Zbrojnej” (1929–1930), „Tygodniku Ilustrowanym” (1932–1934), „Naokoło świata” (1935). W 1933 r. ogłosił tom poezji Bryły. W 1933 r. przyjęty został do ZZLP. Współpracował z Polskim Radiem (1934–1939) jako reporter, sprawozdawca, felietonista i krytyk literacki. 
W latach 1939–1947 przebywał w ZSRR (we Lwowie, Kijowie, Taszkencie, Moskwie). W lutym 1942 został aresztowany i skazany na dwa lata więzienia. Po odbyciu wyroku, w 1944 został przyjęty do Związku Patriotów Polskich oddział w Taszkencie i pełnił funkcję instruktora kulturalno-oświatowego, nauczyciela języka polskiego w szkole dla dzieci polskich i organizatora biblioteki polskiej. Współpracował jako dziennikarz z prasą radziecką i polską, m.in. z „Wolną Polską”. Był lektorem w polskiej redakcji radia moskiewskiego.
Do Warszawy powrócił w maju 1947 r. Należał do PPR (1946–1948) i PZPR (od 1948). W latach 1947–1955 pracował w Polskim Radiu, początkowo w charakterze sprawozdawcy politycznego, następnie jako kierownik redakcji literatury rosyjskiej i radzieckiej. W sierpniu 1955 został redaktorem naczelnym miesięcznika „Świetlica”. Artykuły, recenzje oraz przekłady z literatury rosyjskiej i radzieckiej publikował m.in. w czasopismach „Przyjaźń” (1947–1953, 1956), „Nowa Kultura” (1951–1955), „Współczesność” (1964–1968), „Miesięcznik Literacki” (1967–1972), „Polityka” (1967–1977).
W 1979 r. otrzymał Dyplom honorowy Związku Pisarzy ZSRR.
Zmarł w Warszawie, pochowany na cmentarzu Bródnowskim (kwatera 26B-5-1).

## Twórczość literacka
- Bryły (1933) - poezje
- Opowieści o górniku Janie Chodeli (1950) - poemat
- Literatura bursztynowego wybrzeża, wspólnie z Moniką Warneńską (1962) - szkice
- Osiemnaście dni Aleksandra Błoka w Warszawie (1976) - szkice
- Poszukiwacz prawdziwej rozmowy (1977) - szkice i wspomnienia
- Gdziekolwiek człowiek stoi (1983) - poezje

## Ordery i odznaczenia
- Krzyż Kawalerski Orderu Odrodzenia Polski
- Złoty Krzyż Zasługi (1954)[1]
- Medal 10-lecia Polski Ludowej

Źródło:.